# Культура Мексики

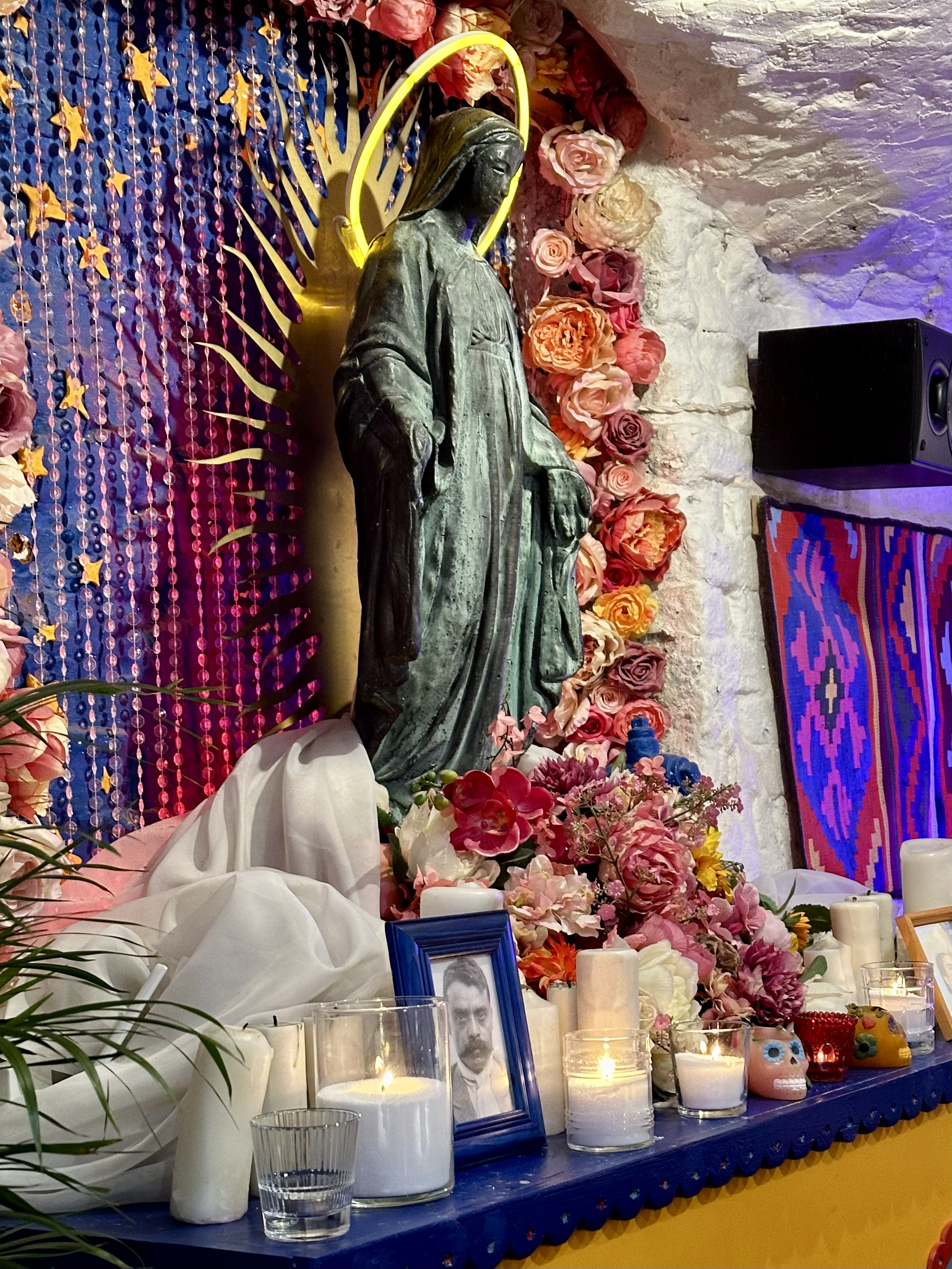
Представление типичных элементов мексиканской культуры

Культура Мексики сформировалась благодаря смешению доколумбовой американской и испанской культуры (в XVI веке), а в XX веке испытала и влияние США. Верования и обычаи двух великих цивилизаций — индейской и европейской — мирно уживаются в этой уникальной стране, а её жители, несмотря на глобализацию, уважают и чтут свои традиции.

## Искусство

### Период до открытия Америки
Из всех художественных искусств Мексики наибольшую известность приобрела настенная живопись — фреска. На её развитие сильное влияние оказало дошедшее до нас художественное искусство и архитектура ацтеков, и майя и других Доколумбовых цивилизаций. Мексиканская школа фрески представлена самыми сильными художниками, работавшими в этом виде искусства. Фрески создавали Диего Ривера, Хосе Клементе Ороско, и Давид Альфаро Сикейрос. Они изображали проблемы мексиканской революции, модернизацию страны, и классовую борьбу. Их имена стали легендарными. Ороско, вероятно, можно назвать самым известным народным художником Мексики. Создаваемые им характеры очень живые, исполненные сатирического смысла. Другой известный художник — Руфино Тамайо.
В Мексике родилась и выросла известная художница Фрида Кало.

## Музыка

### Период после открытия Америки

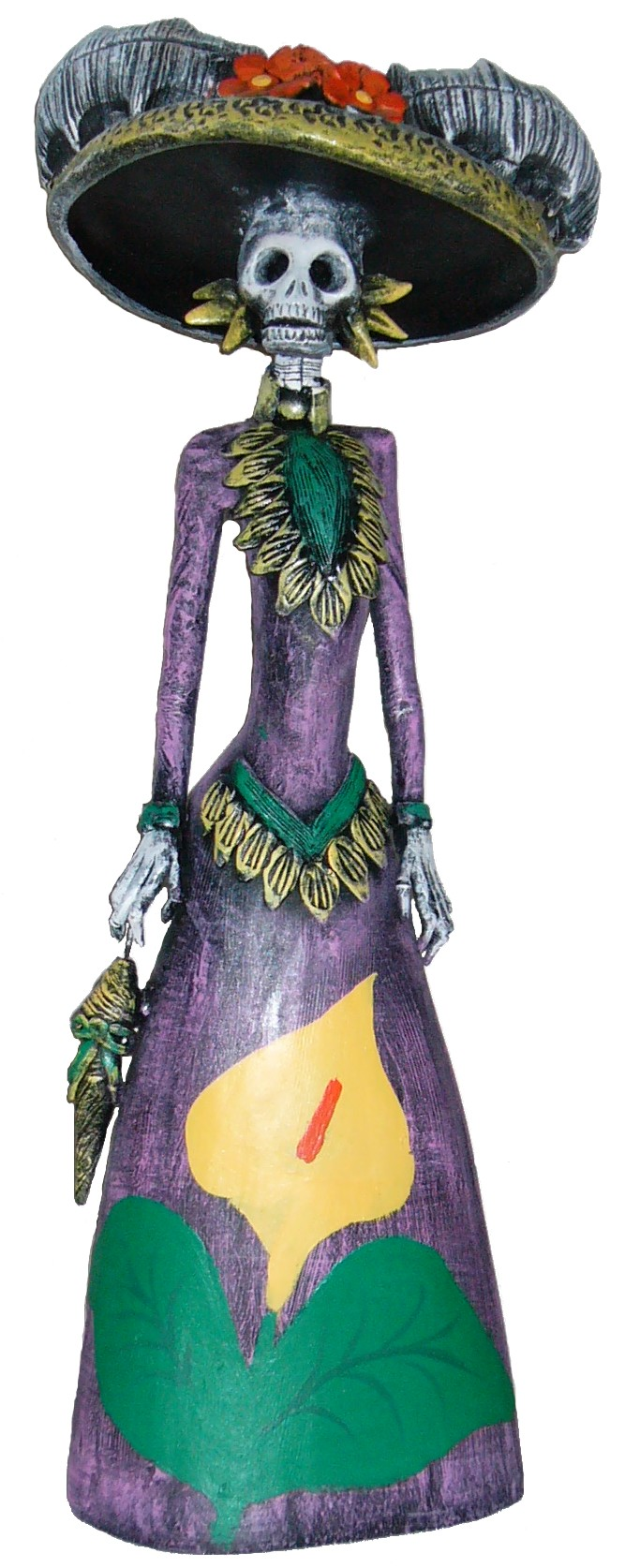
Катрина, популярный персонаж (калавера) праздника День Мёртвых

Мексиканская музыка известна благодаря знаменитым композиторам, сочинившим, в том числе популярные произведения — Консуэло Веласкес, Хувентино Росасу, Карлосу Сантане и другим.
Мексиканские индейцы имели весьма развитую музыкальную культуру. В своей книге Индейская монархия (Monarquia Indiana) испанский хронист и миссионер Хуан де Торкемада даёт живое описание пронзительной и ритмичной музыки ацтеков. Вокальная и инструментальная музыка ацтеков строилась на пентатонных звукорядах (приблизительно соответствующих чёрным клавишам фортепиано) и не знала полутонов. Музыкальный инструментарий ацтеков включал различного типа барабаны, погремушки из высушенных плодов, скребки, колокольчики, флейты и морские раковины с просверленными в них отверстиями, издававшие звуки наподобие тромбона. Струнных инструментов индейцы не знали. Испанцы обучили индейцев диатоническому звукоряду, контрапункту и игре на струнных.
В Мексике популярны самобытные народные инструменты. Широкое распространение во всей стране, особенно в центральной зоне, получили инструментальные ансамбли мариачи. Основу ансамбля обычно составляют две скрипки, шести струнная гитара, маленькая пятиструнная лютня, большая пятиструнная гитара (т. н. гитаррон), к которым в последнее время иногда добавляют арфу, трубу и кларнет. В южной Мексике популярен деревянный ксилофон маримба.
В отдельных местностях сохраняются индейские песни, танцы и обрядовые действия. Из последних наибольший интерес вызывает необычное фольклорное представление под названием «воладор» (букв. «летатель»): четверо мужчин, привязанные веревками за ступни к верхушке 30-метрового столба, начинают раскручиваться в воздухе, постепенно опускаясь по спирали на землю. Все это происходит под грохот барабанов и пронзительные звуки флейты чиримия. Весьма живописны и церемонии индейцев яки — «олений танец» и «лас пасколас».

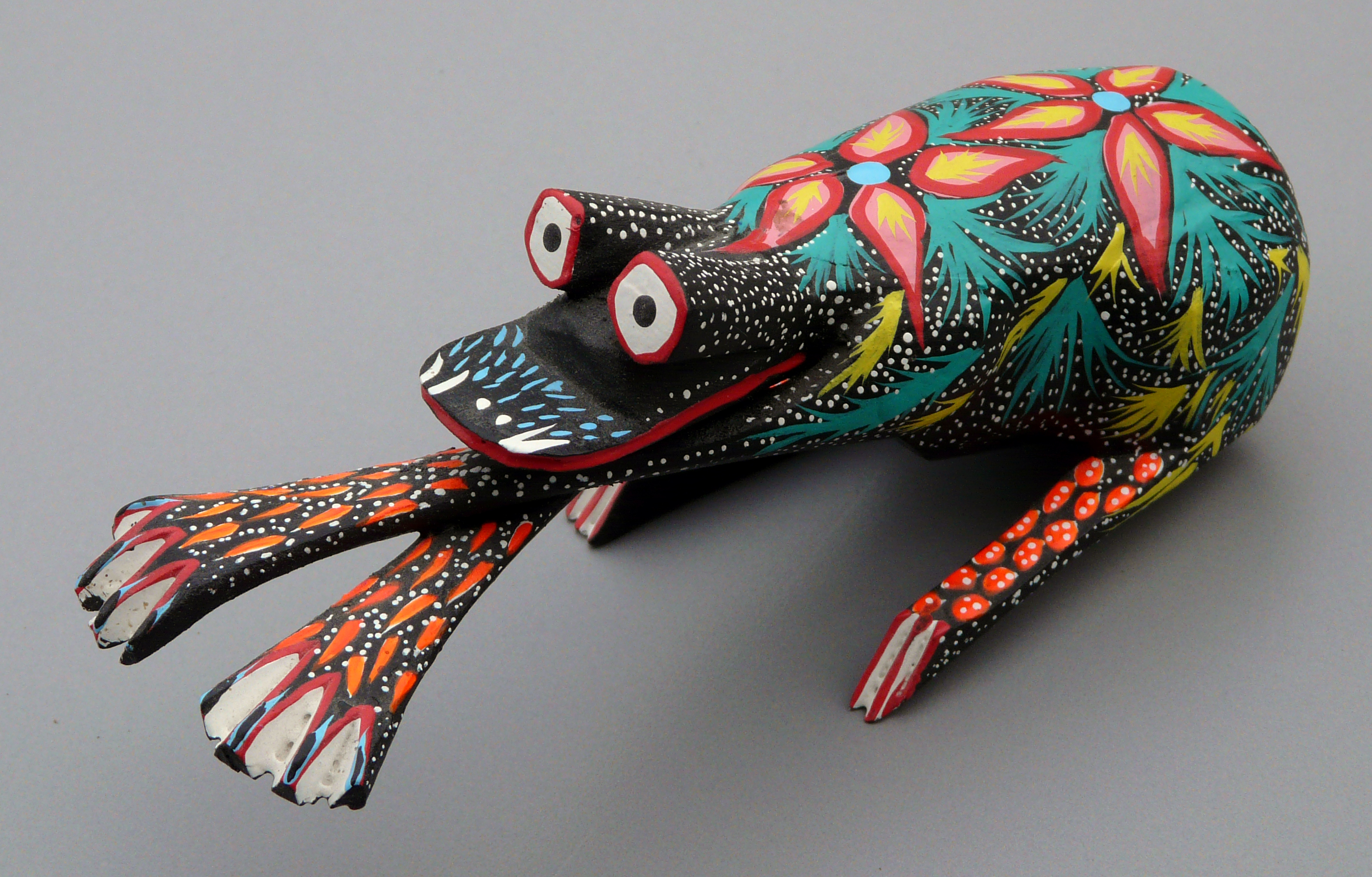
Алебрихе

## Архитектура
См. также Архитектура Мексики, Искусство Мексики.

## Одежда
Традиционным мужским головным убором является сомбреро, однако в настоящее время оно больше популярно среди туристов, нежели коренных жителей. А вот гуарачи — сандалии из сыромятной кожи на плоской подошве — уже несколько столетий не выходят из обихода мексиканцев. Мексиканские крестьяне любят носить различные плащи и накидки (пончо, ребосо, и серапе).

## Традиции, обычаи

### Национальные праздники
- 1 января — Новый год (Año Nuevo)
- 6 января — День Волхвов (которые пришли к Иисусу) (Reyes Magos)
- 5 февраля — День Конституции (Día de la Constitución)
- 14 февраля — День святого Валентина (Día de San Valentín)
- 30 апреля — День Ребёнка (Día del Niño)
- 5 мая — Синко де Майо (Cinco de Mayo)
- 10 мая — День Матери (Día de las Madres)
- 23 мая — День учащегося (Día del estudiante)
- третье воскресенье июня — День Отца (Día del Padre)
- 16 сентября — День Независимости (Día de Independencia)
- 1 или 2 ноября — День Мёртвых (Día de los Muertos)
- 20 ноября — День Революции (Día de la Revolución)
- 12 декабря — День девы Гваделупской (Día de la Virgen de Guadalupe)
- 25 декабря — Рождество (Navidad)

### Фольклор
Мексиканский фольклор насыщен легендами и мифами. Одним из самых известных персонажей мексиканского фольклора являются Плакальщица — Ла Йорона и Чупакабра — Эль Чупакабра.

## Религия

### Верования индейцев
- Мифология ацтеков
- Религия майя
- Верования сапотеков
- Верования миштеков
- Верования тольтеков
- Верования ольмеков

## Спорт
Национальным видом спорта Мексики считается бой быков.

## Средства массовой информации
Наиболее крупная общенациональная газета:
- El Universal.

Важные региональные газеты
- Reforma (from Grupo Reforma);
- La Jornada.

В Мехико расположены более 60 радиостанций и работает 11 бесплатных телеканалов. Наиболее важные частные телекомпании:
- Televisa;
- TV Azteca;
- TV Once;
- Canal 22;
- UNAM TV.

## Национальная кухня
Традиционные блюда мексиканской кухни отличаются обилием острых приправ. Исторически это вызвано тем, что приправы использовались в качестве консервантов.